# Hök (politik)
En hök är en benämning inom politik (ofta pejorativt) på en person som med stor övertygelse tror på hårdföra kompromisslösa och obevekliga tag för sin strategi. Dess motpart brukar kallas duva. Uttrycket krigshök används ofta för att åsyfta personer som förespråkar ett starkt militärt försvar eller militära interventioner.